# Roberto Duque Estrada
Roberto César de Andrade Duque Estrada (Rio de Janeiro, 7 de fevereiro de 1887 — Rio de Janeiro, 9 de fevereiro de 1966) foi um médico radiologista brasileiro
Era filho de Leopoldo César de Andrade Duque Estrada e de Maria Luísa dos Santos Duque Estrada. Formou-se pela Faculdade de Medicina do Rio de Janeiro, em 1908. Docente de Clínica Médica da Faculdade de Medicina do Rio de Janeiro, foi primeiro professor de radiologia da capital do Rio de Janeiro e pioneiro da radiologia nos estudos e diagnósticos da tuberculose no Brasil.
Chefiou o Serviço de Radiologia da Faculdade de Medicina do Rio de Janeiro, 1912-1952, da Santa Casa de Misericórdia do Rio de Janeiro (1939-1965) e Ordem Terceira da Penitência de 1934-1965. Foi sócio-fundador da Sociedade Brasileira de Radiologia e primeiro presidente do Conselho Regional de Medicina do Rio de Janeiro. Foi membro da Academia Nacional de Medicina. Em 1959, recebeu do Presidente da República o título da Ordem do Mérito Médico.

## Obras
- Topografia do ceco, 1917
- Aspectos radiológicos do apêndido, apêndice íleo-cecal, 1917
- Diagnóstico da aorta descendente, 1924
- Esteróides do crescimento, 1955